# Dennis Deutschkämer
Dennis Deutschkämer (* 16. Dezember 1988 in Lübbecke) ist ein deutscher Politiker der Piratenpartei. Er war von 2014 bis 2017 im Landesvorstand der Piratenpartei Nordrhein-Westfalen und war von November 2016 bis 2017 deren Vorsitzender. Seit dem Bundesparteitag am 17./18. November 2018 in Düsseldorf bis zum Onlineparteitag 2021 war er der stellvertretende Bundesvorsitzende der Piratenpartei Deutschland.

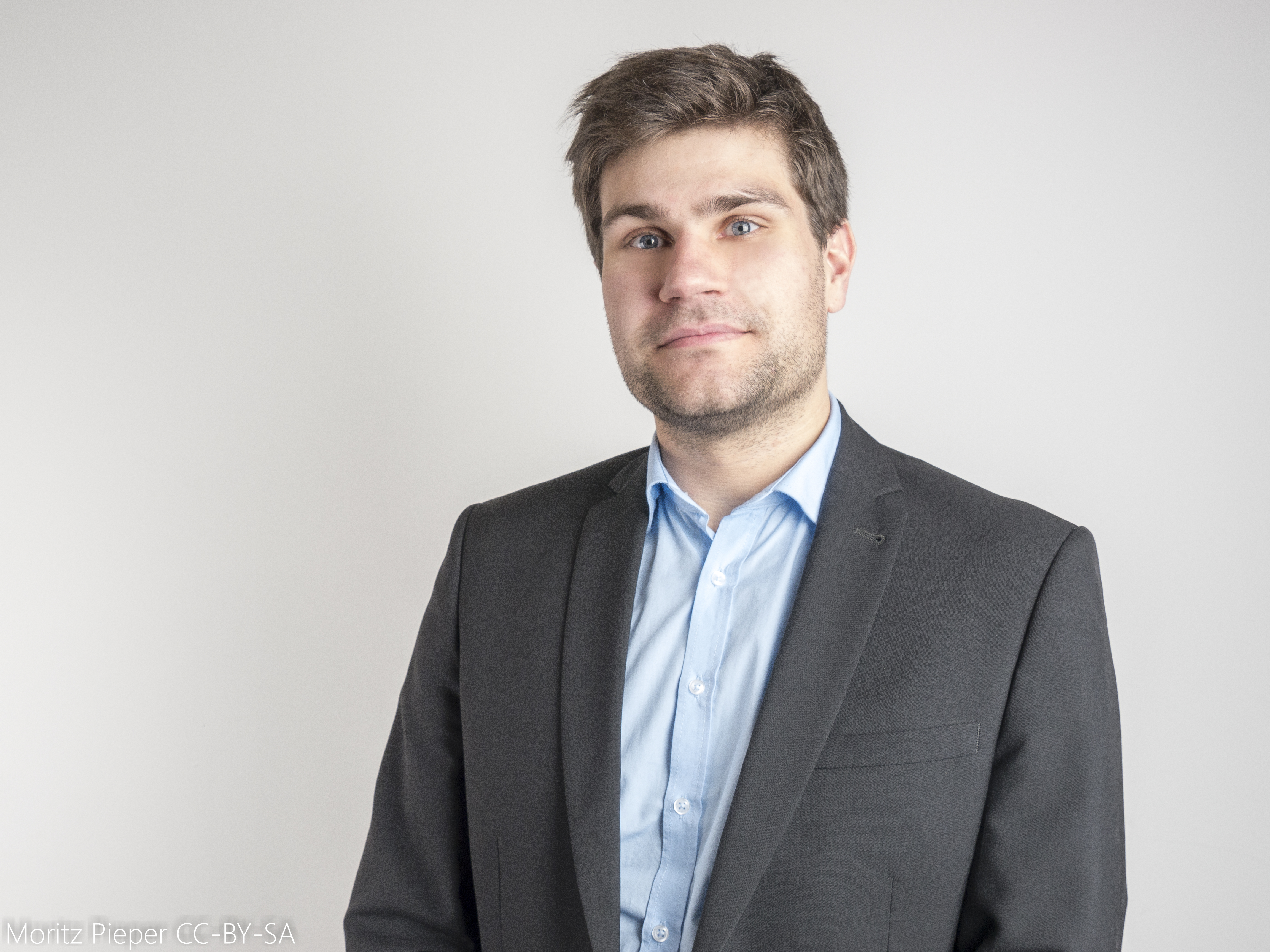
Dennis Deutschkämer

## Leben
Er trat im Februar 2013 in die Piratenpartei ein und kandidierte bei der Bundestagswahl 2013 als Direktkandidat im Kreis Herford. Er erhielt 2,9 % der Erststimmen im Wahlkreis 133.
Im April 2014 kandidierte er auf dem Landesparteitag in Bielefeld für das freigewordene Amt des Beisitzers im Landesvorstand NRW, erreichte jedoch mit 42,95 % nicht das notwendige Quorum von 50 % und unterlag damit Daniel Rasokat. Im August 2014 kandidierte Deutschkämer erneut auf dem Landesparteitag in Kleve für das Amt des Beisitzers zur regulären Neuwahl des Landesvorstands und wurde mit Daniel Rasokat und Bianca Windham in den Landesvorstand gewählt. Gleichzeitig führte er noch das Amt des stellvertretenden Vorsitzenden im Kreisverband Herford aus. Nach drei Rücktritten im Landesvorstand wurde im November 2014 ein außerplanmäßiger Landesparteitag (aLPT) einberufen. Hier kandidierte Deutschkämer für das freigewordene Amt des politischen Geschäftsführers, unterlag jedoch Manfred Schramm mit 33,95 %.
Im Oktober 2015 kandidierte Deutschkämer in Aachen zum stellvertretenden Vorsitzenden und wurde mit 69,72 % zum zweiten stellvertretenden Vorsitzenden gewählt. Bei der Aufstellungsversammlung der Reserveliste für die Landtagswahl in Nordrhein-Westfalen 2017 erreichte er im September 2016 den Listenplatz 10. Zum vierten Landesparteitag 2016 in Dortmund kandidierte Deutschkämer erfolgreich (60,2 %) für den Vorsitz der Piratenpartei NRW.
Auf dem zweiten Landesparteitag 2017 der Piratenpartei NRW konnte Deutschkämer erfolgreich gegen einen Misstrauensantrag bestehen. Zum dritten Landesparteitag der Piratenpartei NRW im Dezember 2017 zog Deutschkämer seine Kandidatur als Landesvorsitzender zurück und gab bekannt, nach drei Jahren Landesvorstand eine Auszeit nehmen zu wollen.
2018 wurde Dennis Deutschkämer auf dem zweiten Bundesparteitag des Jahres 2018 zum stellvertretenden Vorsitzenden der Piratenpartei gewählt. 2019 wurde er für eine weitere Amtszeit im Amt bestätigt. Am 3. Oktober 2020 verkündete er auf Twitter, dass er auf dem Bundesparteitag 2020 in Fürstenwalde/Spree nicht wieder antreten wird. Da dieser Parteitag durch die COVID-19-Pandemie in Deutschland ausgefallen war, schied er erst mit der Wahl des neuen Bundesvorstands auf dem Onlineparteitag der Piratenpartei der am 8. Mai 2021 begann und sich über vier Wochenende erstreckt hatte, am 29. Mai 2021 aus dem Amt aus.

## Persönliches
Dennis Deutschkämer ist ledig und lebte bis Oktober 2016 in Vlotho. Seit Juli 2017 ist er in Köln wohnhaft.